# Пайпер, Пол Боуэн
Пол Боуэн Пайпер (родился 7 октября 1957 года) — с 2005 года всеобщий авторитет Церкви Иисуса Христа Святых последних дней (мормонов). Пайпер был первым лидером мормонов в Казахстане.

## Биография
Пайпер родился в Покателло, штат Айдахо. В молодости он служил мормонским миссионером в мексиканском Монтеррее, где он научился свободно говорить на испанском. Он учился в Университете Бригама Янга и получил степень бакалавра, а затем — доктора права в Университете Юты. Он женат на Мелиссе «Лизе» Таттл из Солт-Лейк-Сити. Она является дочерью всеобщего авторитета и учителя Альберта Теодора Таттла. У пары родилось шестеро детей.
В конце 1990-х Пайпер и его семья переехали в Казахстан, где во время работы в юридической фирме, специализирующейся на международном торговом праве, он научился говорить по-русски. Пайпер стал президентом ветви и первым лидером мормонов в Казахстане. К концу 2003 года Пайперы убедили примерно 50 казахстанцев креститься в церкви мормонов.
В 2004 году Пайпер был призван стать президентом миссии церкви в российский Санкт-Петербург. В апреле 2005 года он получил титул всеобщего авторитета и члена Первого Кворума Семидесяти. 23 июня 2007 года, Пайпер председательствовал на церемонии закладки мормонского Киевского украинского храма. С 2005 по 2009 год он служил президентом церкви в зоне Восточной Европы. С 2009 по 2012 год он помогал координировать деятельность церкви в зоне Ближнего Востока и Северной Африки, управлял со штаб-квартиры церкви. С 2011 года он продолжил службу в штаб-квартире церкви в качестве исполнительного директора, лидера отдела учебных программ церкви, а затем департамента священства, в его обязанности входит управление вспомогательными органами церкви.